# Klinisk biomekanik
Klinisk biomekanik er navnet for kiropraktoruddannelsen i Danmark. Uddannelsen har hjemme på Syddansk Universitet i Odense.
Uddannelsen er en lang videregående uddannelse, som er opbygget med en 3-årig bachelor, og en 2-årig kandidat. Ved færdiggørelse af kandidatgraden gives titlen candidatus manutigii, og ret til at benytte den beskyttede titel "Kiropraktor". Efter kandidat-uddannelsen skal man igennem et års turnus-uddannelse for at få såkaldt "tilladelse til selvstændigt virke", som søges hos Styrelsen for patientsikkerhed.

## Bachelor
Bacheloren i klinisk biomekanik er bygget op i 3 spor: Biomedicin-sporet (113 ECTS-point), akademiker-sporet (32 ECTS-point) og professions-sporet (35 ECTS-point).
Denne opdeling svarer til opbygningen af bachelor-uddannelsen i medicin samme sted. Der er samlæsning på de to uddannelser på både biomedicin-sporet og akademiker-sporet. Det betyder at både undervisning og eksamen for fagene, svarende til 145 ECTS-point, er den samme for de to uddannelser.
Uddannelsen giver en grundlæggende, men dyb viden omkring menneskekroppen, med særlig fokus på de biomekaniske aspekter og tilstande som har indvirkning på muskel- og skelet-sygdomme. Der undervises også i undersøgelse og behandling af diverse sygdomstilstande i bevægeapparatet. 
En bachelor i klinisk biomekanik giver adgang til kandidat-uddannelsen i klinisk biomekanik.

## Kandidat
Kandidatuddannelsen skal ses som en direkte overbygning af den viden som tilegnes på bacheloruddannelsen.
Der undervises i almen medicin, neurologi, farmakologi, ortopædi, reumatologi, neurologi, radiologi og billeddiagnostik. Denne undervisning varetages af speciallæger i de respektive specialer. De studerende bruger desuden det sidste 1/2 år af uddannelsen på at være i kliniske forløb på bl.a. rygmedicinsk, neurologisk, ortopædkirurgiske og reumatologisk afdeling, og i klinisk praksis. Uddannelsen afsluttes med et kandidatspeciale.